# Leptotyphlops debilis
Leptotyphlops debilis är en kräldjursart som beskrevs av  Paul Chabanaud 1918. Leptotyphlops debilis ingår i släktet Leptotyphlops och familjen Leptotyphlopidae. Inga underarter finns listade i Catalogue of Life.